# Мейр, Мельхиор
Мельхиор Мейр (нем. Melchior Meyr; 28 июня 1810, Эринген Королевство Бавария (ныне Валлерштайн) — 22 апреля 1871, Мюнхен) — немецкий поэт, прозаик, драматург и философ.

## Биография

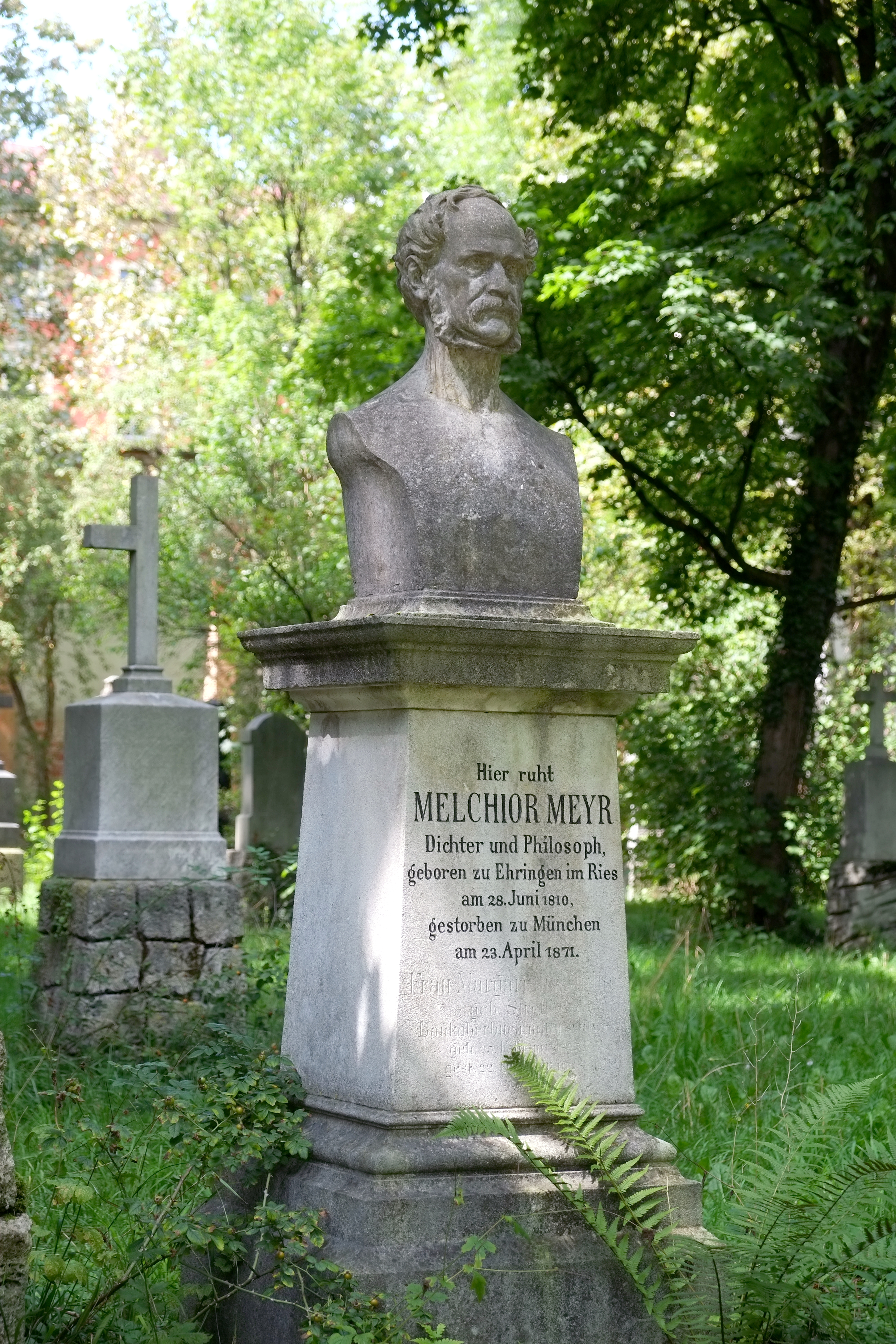
Памятник на могиле М. Мейра

Родился в семье богатого фермера. С 1829 года изучал право и философию в Гейдельберг и Мюнхенском университете. С 1840 года жил в Берлине. Во время революции в Германии — автор политических статей.
Писал стихи, прозу и трагедии.
Наибольший успех имели его «Erzählungen aus dem Ries» (4 изд., 1892), как точная и сочувственная картина сельской жизни и характеров.
Его драмы: «Franz v. Sickingen» (1851), «Herzog Albrecht» (1862), «Karl der Kühne» (1862) поначалу не произвели впечатления.
Автор ряда философских работ с сильным религиозным уклоном. В таких романах как, например «Vier Deutsche» (1861), «Ewige Liebe» (1864), «Duell und Ehre» (1870), преобладает рефлексия. Как мыслитель, он — деист.
Дополнением к его религиозно-философским сочинениям являются остроумные «Gespräche mit elnem Grobian» (изданные анонимно; 2 изд., 1867).
Похоронен на Старом южном кладбище Мюнхена.
- Эта статья (раздел) содержит текст, взятый (переведённый) из одиннадцатого издания «Британской энциклопедии», перешедшего в общественное достояние.